# Beneath a Steel Sky
Beneath a Steel Sky – komputerowa gra przygodowa o tematyce science-fiction z gatunku cyberpunk, o klasycznym interfejsie point-and-click. Stworzona przez brytyjską firmę Revolution Software (znaną głównie z serii Broken Sword), wydana w 1994 roku na system DOS i Amigę.

## Fabuła
Akcja gry toczy się w antyutopijnej przyszłości, na terenie Australii, w której świat został poważnie zniszczony przez zanieczyszczenie środowiska lub opady promieniotwórcze. Zarys fabularny przedstawiony został w postaci komiksu, autorstwa znanego rysownika Dave’a Gibbonsa. Opisuje historię młodego chłopca, który jako jedyny przeżył katastrofę samolotu rozbitego na Australijskich pustkowiach, zwanych „the Gap”. Zostaje przygarnięty przez grupę tubylców, którzy uczą go niezbędnych umiejętności do przeżycia w nowym, surowym otoczeniu. Nadają mu imię Robert Foster, częściowo ponieważ został przez nich wychowany (z ang. : „foster” – brać na wychowanie). Inspiracją była też puszka Foster’s Lager, australijskiego piwa, znaleziona niedaleko miejsca wypadku. Robert poznaje tajniki inżynierii i technologii, czego efektem jest skonstruowany przez niego mówiący i rozumny robot, Joey.
Osobowość Joeya przechowywana jest w małym układzie scalonym, który można łatwo przenosić do innych robotów. Pozwala mu to zmieniać postać w razie potrzeby np. wykorzystania możliwości innych mechanizmów, pod warunkiem że układ nie ulegnie uszkodzeniu. Joey nie zawsze jest jednak zadowolony wybranym przez Fostera ciałem.
Po osiągnięciu dojrzałości, Foster zostaje porwany a jego plemię unicestwione przez oddziały szturmowe, wysłane z Union City przez system komputerowy LINC. Udaje mu się jednak uciec, kiedy helikopter transportujący go do Union City rozbija się, tuż po dostaniu się pod kopułę miasta. Razem z Joeyem muszą dowiedzieć się, dlaczego ich tam zabrano i dokąd iść dalej, jednocześnie unikając kontynuowanego pościgu.

## Tło historyczne
W świecie przyszłości przedstawionym w Beneath a Steel Sky, sześć stanów i dwa terytoria Australii zostały opanowane przez ich stolice, nazywane Miastami-Państwami. Union City jest drugim pod względem wielkości z sześciu pozostałych Miast-Państw, po przyłączeniu Asio-City.
Po Wojnie Euro-Amerykańskiej, wszyscy jej uczestnicy podpisali się pod zestawem ideałów, nazywanych zasadami neo-demokratycznymi, które likwidowały reprezentację zawodową i prawa socjalne. Ironicznie, organizacje podporządkowujące się tym regułom nazywane są Uniami, kontrastując z prawdziwą definicją tego, do czego dążą związki zawodowe. Opierających się zasadom Unii nazwano Korporacjami.
Wszystkie Miasta-Państwa opisane są jako Korporacje lub Unie.
Wydarzenia bezpośrednio powiązane z akcją gry to konflikt pomiędzy Union City a Korporacją Hobart (Hobart jest stolicą stanu Tasmania), konkurującymi o dominację nad rynkiem, głównie poprzez sabotaż – motyw często przewijający się w opowiadanej historii.

## Sequel
W 2004 roku szef firmy Charles Cecil wyjawił, że Beneath a Steel Sky 2 jest projektem, który Revolution rozważało przez jakiś czas, i poczynili pewne kroki w tym kierunku, ale nie mogą powiedzieć nic więcej. 4 marca 2004 roku Revolution zakupiło domenę steel-sky2.com, która została jednak od tego czasu przejęta przez cybersquatterów.
We wrześniu 2005 roku Tony Warriner oświadczył na forum Revolution, że gra nie została porzucona i nie traciłby nadziei na Steel Sky 2 w bliżej nieokreślonej przyszłości. W wywiadzie dla serwisu Eurogamer z 10 sierpnia 2006 roku, Charles Cecil wyraził podziw dla projektu ScummVM i wynikającemu z niego zainteresowaniu kontynuacją gry. Stwierdził też, że jeśli faktycznie miałby zająć się jej produkcją, bardzo chciałby znów pracować z Dave’em Gibbonsem.